# Torpedowce typu Acheron

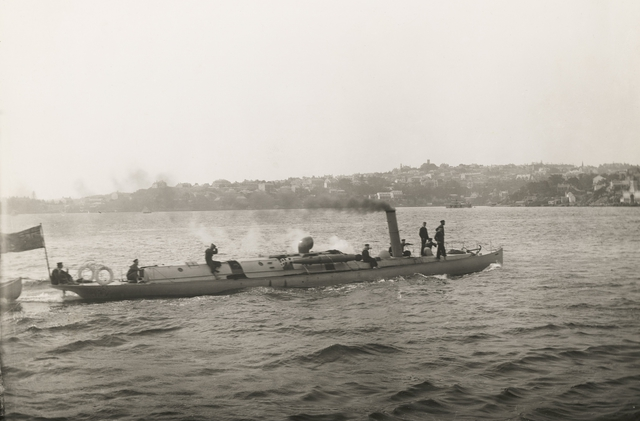
„Avernus”

Torpedowce typu „Acheron” – liczący dwie jednostki typ torpedowców wyprodukowany w 1878 w Nowej Południowej Walii. Do typu należały jednostki „Acheron” i „Avernus”.